# إليونورا مولينارو
إليونورا آن صوفي ربيس مولينارو سيمون،  لاعبة تنس لوكسمبورجية (من مواليد 4 سبتمبر 2000) .